# Ołeksandr Żeżeria
Ołeksandr Juchymowycz Żeżeria, Aleksandr Jefimowicz Żeżeria (ukr. Олександр Юхимович Жежеря, ros. Александр Ефимович Жежеря, ur. 17 maja?/30 maja 1910 we wsi Aleksandrowka obecnie w rejonie aleksandryjskim w obwodzie kirowohradzkim, zm. 13 sierpnia 1944 w Oględowie) – radziecki wojskowy, sierżant, nagrodzony pośmiertnie tytułem Bohatera Związku Radzieckiego (1944).

## Życiorys
Urodził się w ukraińskiej rodzinie chłopskiej. Po ukończeniu kursów pszczelarzy pracował w kołchozie jako kierownik pasieki, w 1941 znalazł się na terytorium okupowanym przez Niemców. Od grudnia 1943 służył w Armii Czerwonej, w styczniu 1944 jako żołnierz oddziału karabinów maszynowych uczestniczył w odbijaniu z niemieckich rąk Kirowohradu, zabijając wielu Niemców, za co został odznaczony medalem. 22 marca 1944 brał udział w forsowaniu południowego Bugu i wraz z kilku innymi żołnierzami, ogniem z karabinu zabezpieczał przeprawę pułku, za co otrzymał order. W 1944 został członkiem WKP(b). 13 kwietnia 1944 wziął udział w forsowaniu Dniestru, następnie w walkach o rozszerzenie przyczółka. 24 kwietnia został ranny w rękę; tego samego dnia wraz z batalionem odparł 12 niemieckich kontrataków, zadając przeciwnikowi duże straty. Dwa dni później znalazł się w okrążeniu, z którego wydostał się, torując sobie drogą ogniem i zabijając wielu żołnierzy wroga. Pod koniec czerwca 1944 wraz z całą 5 Gwardyjską Armią został włączony w skład 1 Frontu Ukraińskiego i od 4 sierpnia 1944 uczestniczył w walkach na przyczółku sandomierskim nad Wisłą w składzie 289 gwardyjskiego pułku piechoty 97 Gwardyjskiej Dywizji Piechoty w stopniu sierżanta. 13 sierpnia 1944 w Oględowie brał udział w odpieraniu 5 niemieckich ataków piechoty przy wsparciu 10 czołgów; zabił wówczas wielu Niemców, jednak potem wraz z karabinem maszynowym został trafiony przez pocisk czołgowy, zostając śmiertelnie rannym. Został pochowany w Koniemłotach. Był odznaczony Orderem Sławy III klasy i medalami. 13 września 1944 pośmiertnie otrzymał Złotą Gwiazdę Bohatera Związku Radzieckiego i Order Lenina.